# Gertraud Knoll

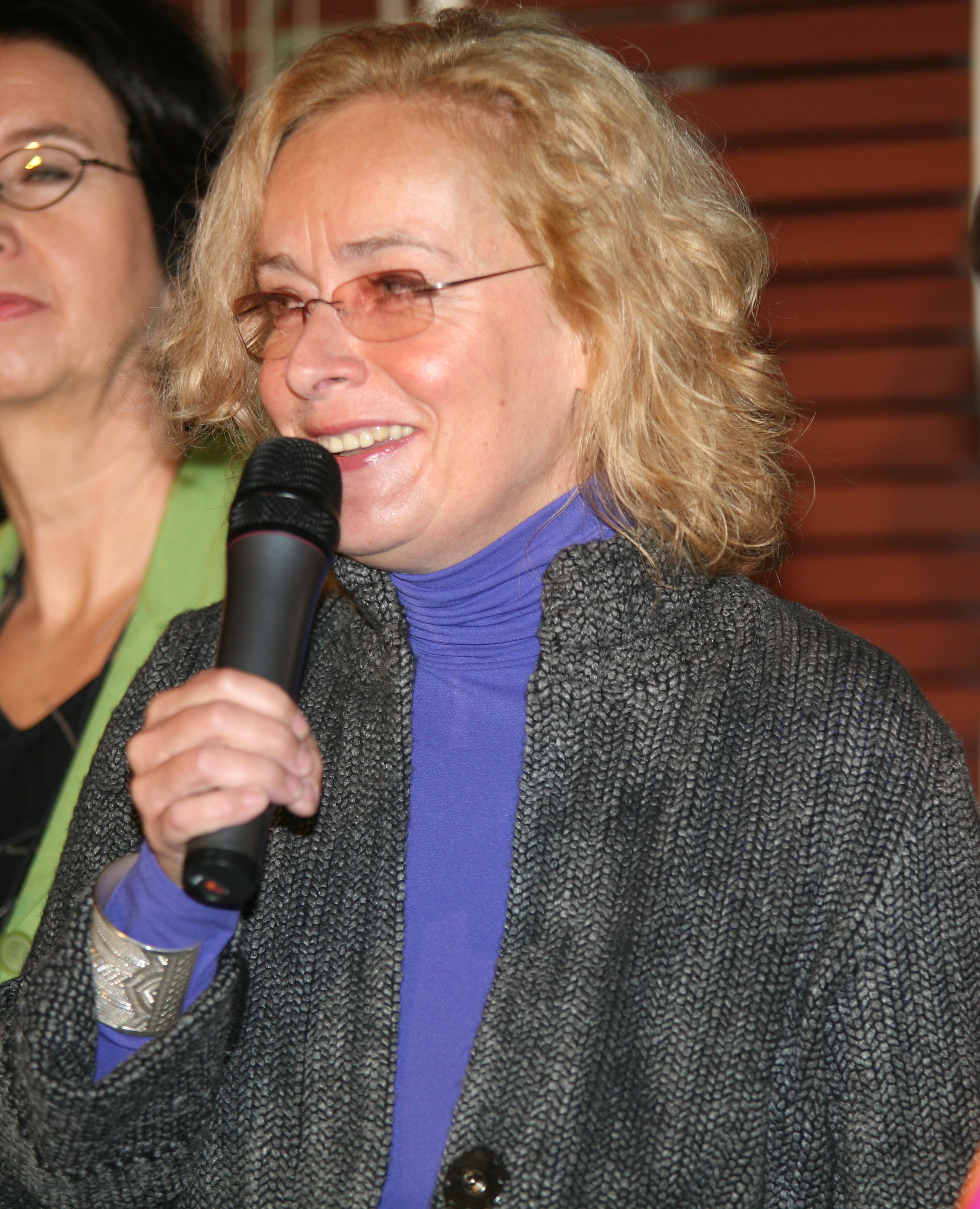
Gertraud Knoll (2008)

Gertraud Knoll, geborene Braun, verheiratete Knoll-Lacina (* 7. Dezember 1958 in Linz) ist eine ehemalige evangelische österreichische Pfarrerin, Superintendentin und Politikerin (SPÖ).

## Leben
Gertraud Knoll, geb. Braun, verbrachte ihre Kindheit und Jugend in Linz a. d. Donau und Kirchberg-Thening, Oberösterreich.  Nach der Volksschule besuchte sie das Gymnasium. 1977 maturierte sie und heiratete Otmar Knoll. In Wien studierte sie evangelische Theologie und diplomierte zur Magistra. Von 1982 bis 1983 war sie Universitätsassistentin für Systematische Theologie an der Universität Wien.

### Evangelische Funktionsträgerin
Von 1983 bis 1985 war Knoll als Lehrvikarin in Stoob, Lutzmannsburg und Weppersdorf tätig. Am 25. Juni 1985 hatte sie in der Evangelischen Pfarrgemeinde Weppersdorf ihre Amtseinführung als erste (weibliche) Pfarrerin der Superintendenz Burgenland. Am 28. April 1994 wurde sie von der Superintendentialversammlung der Diözese Burgenland zu Österreichs erster Superintendentin gewählt und trat dieses Amt am 23. Oktober desselben Jahres an. Im Zusammenhang mit der Nationalratswahl im Oktober 2002 legte sie alle kirchlichen Ämter zurück, um für die SPÖ in die Politik zu gehen (siehe Abschnitt SPÖ-Politikerin).
Bekannt wurde Gertraud Knoll Anfang 1995 durch ihre Predigt am Grab der vier von Franz Fuchs in Oberwart durch eine Sprengfalle ermordeten Roma. Von 1995 bis 1997 beherbergte Knoll sechs afghanische Geschwister, zunächst im Kirchenasyl und danach als Pflegeeltern gemeinsam mit ihrem damaligen Ehemann, weil diese elternlosen Flüchtlingskinder aus der Bundesbetreuung herausgefallen waren.
Am 20. Juni 1999 hielt sie zum 28. Deutschen Evangelischen Kirchentag in Stuttgart den Abschlussgottesdienst.

### Politik

#### Parteilos
Noch als evangelische Superintendentin kandidierte Gertraud Knoll als parteiunabhängige Kandidatin bei der österreichischen Bundespräsidentenwahl 1998 und erreichte mit über einer halben Million Stimmen bzw. 13,6 Prozent den zweiten Platz. Wegen ihrer Kandidatur zur Bundespräsidentin wurde ein Abwahlantrag als burgenländische Superintendentin eingebracht. Dieser wurde jedoch mit klarer Mehrheit abgelehnt.
Dass sie irgendwann für eine Partei für ein politisches Amt antreten werde, schloss sie 1998 noch kategorisch aus. In weiterer Folge verstärkte sie hingegen ihr politisches Engagement. Nach der Nationalratswahl 1999 trat sie am 19. Februar 2000 als Rednerin auf der Großkundgebung unter dem Titel „Widerstand gegen Schwarz-Blau, gegen Rassismus und Sozialabbau“ auf, die gegen die am 4. Februar angelobte (erste) schwarz-blaue Regierung unter Wolfgang Schüssel gerichtet war (siehe Donnerstagsdemonstrationen). Für diesen Auftritt wurde Knoll, die in der Rede „scharf […] die Regierungsbeteiligung der Freiheitlichen Partei (FPÖ) in Österreich, der Partei des Rechtspopulisten Jörg Haider [kritisierte]“, vor allem aus dem rechten Lager heftig angefeindet. Nach massiven Drohungen, die sich auch gegen ihre Kinder gerichtet hatten, trat sie einen Sonderurlaub an. Sie sei damals auch von FPÖ-nahen Polizisten bespitzelt worden. 2002 war sie eine der Proponentinnen des Sozialvolksbegehrens.
2001 wurde Knoll von insgesamt vier Vereinen für die Wahl als Vertreterin des ORF-Publikumsrates aufgestellt. Bei der Direktwahl für den Bereich Eltern und Familien erreichte sie 29.605 der insgesamt 62.105 gültigen Stimmen und galt danach als SPÖ-nahe Vertreterin in dem ORF-Gremium.

#### SPÖ-Politikerin
Nach dem Bruch der Bundesregierung Schüssel I im Herbst 2002 und dem Rücktritt von Viktor Klima wurde Alfred Gusenbauer zum SPÖ-Parteiobmann gewählt. Für sein Team einer künftigen Regierung trat Knoll im November 2002 als SPÖ-Kandidatin für das Amt einer Staatssekretärin für neue soziale Fragen auf. Da aus einer SPÖ-geführten Regierung nach verlorener Nationalratswahl nichts wurde (es folgte die Bundesregierung Schüssel II), verkündete Gusenbauer in der ORF-Pressestunde am 28. April 2003, dass Knoll „in einem neuen, sehr spannenden Bereich“ arbeiten würde und kündigte für den Mai 2003 die Veröffentlichung für ihr neues Arbeitsgebiet an: „Sie werde nicht im Dienst der SPÖ stehen, so Gusenbauer, jedoch mit der Partei enger kooperieren.“ Demnach wurde sie 2003 mit der Leitung der SPÖ-Plattform Zukunfts- und Kulturwerkstätte (ZUK), betraut, die sie bis 2007 (nach anderer Quelle bis zur Schließung der ZUK Anfang 2008) ausübte.
Vom 18. November 2005 bis zum 6. November 2007 war Gertraud Knoll von der SPÖ nominiertes Mitglied des Bundesrats, wobei sie das aufgrund der Landtagswahlergebnisse in Wien vom 23. Oktober 2005 verlorene FPÖ-Mandat von John Gudenus übernahm.
Nachdem die SPÖ-Mandatarin im Europäischen Parlament, Maria Berger, in die am 11. Jänner 2007 neu gebildete Bundesregierung Gusenbauer eintrat, hätte Knoll als Nächstgereihte das EU-Mandat übernehmen können; sie verzichtete jedoch, da sie der Familie mit drei minderjährigen Kindern wegen in Österreich bleiben wollte. Damit verblieb sie in ihren damaligen Funktionen als Mandatarin im Bundesrat (bis November 2007, siehe oben) und als Leiterin der Zukunfts- und Kulturwerkstätte. Ab 2007 war sie geschäftsführende, von März 2009 bis 2010 amtierende Bezirksvorsitzende der SPÖ-Alsergrund.
Vom 7. November 2007 an (nach dem Rücktritt von Caspar Einem) war sie bis zum Ende der Gesetzgebungsperiode am 27. Oktober 2008 SPÖ-Abgeordnete im Nationalrat.

### Ehrenamt
Gertraud Knoll gehörte seit zumindest Oktober 2007 als gewähltes Mitglied dem Präsidium des Deutschen Evangelischen Kirchentags an. Diese Funktion legte sie um die Jahreswende 2007/2008 aus persönlichen Gründen zurück.

## Privat
Gertraud Knoll war von 1977 bis 2004 in 27-jähriger Ehe mit dem evangelischen Theologen (Pfarrer für besondere Aufgaben im Burgenland) Otmar Knoll verheiratet. Mit ihm hat sie zwei Töchter (* 1991 und * 1993) und einen Sohn (* 1997 ). Im Oktober 2006 gingen Gertraud Knoll und der ehemalige Finanzminister Ferdinand Lacina an die Öffentlichkeit und bestätigten, dass sie ein Paar seien und in gemeinsamer Wohnung wohnen. Lacina lebte zu diesem Zeitpunkt von seiner Ehefrau, mit der er zwei erwachsene Kinder hat, „freundschaftlich getrennt“. Seit 2011 sind Gertraud Knoll-Lacina und Ferdinand Lacina miteinander verheiratet.
Am 13. November 2008 wurde bekannt, dass Knoll aus der evangelischen Kirche als „Ausdruck [ihrer] protestantischen Identität“ ausgetreten ist. Als Grund gab sie den Hirtenbrief des Kärntner Superintendenten Manfred Sauer an, der in den evangelischen Gottesdiensten am Sonntag verlesen werden musste. In dem Brief zum Todestag Jörg Haiders lobte Sauer den verstorbenen Landeshauptmann als „charismatischen und leidenschaftlichen Politiker mit Leib und Seele, der wie kein anderer das politische Geschehen der Zweiten Republik mitgeprägt und gestaltet hat.“ Er sei „ein äußerst zuvorkommender, herzlicher und einfühlsamer Mensch“ gewesen, der „oft sehr spontan und unbürokratisch geholfen“ hätte. Knoll kritisierte gegenüber der Zeitschrift News am Hirtenbrief des Superintendenten, dass man „nicht ein bisserl gegen Antisemitismus sein oder dazu schweigen [könne]“, und verwies darauf, „dass Haider Asylwerber auf eine Kärntner Alm verfrachtete oder Angehörige der Waffen-SS als anständige Menschen bezeichnet hat.“ In einer Aussendung nannte Knoll den Hirtenbrief eine „Unselige Pseudoseligsprechung Haiders“.

## Auszeichnungen
- 2000: Friedrich Torberg-Medaille der Israelitischen Kultusgemeinde Wien[4][22]
- 2001: AMOS-Preis der OFFENEN KIRCHE, Evangelische Vereinigung in Württemberg[23]
- 2003: Preis der Lutherstädte „Das unerschrockene Wort“[4]